# 行教
行教（ぎょうきょう、生没年未詳）は、平安時代の大安寺の僧侶。父は山城守紀魚弼。仁和寺益信とは俗兄弟で、石清水八幡宮別当安宗の叔父にあたる。
出家前の半生はよく分からない。大安寺で法相・三論・密教を学び、また日本天台宗の祖最澄の師行表や、真言宗の宗叡に師事したともいう。天安2年（858年）真雅の推挙により、藤原良房の外孫惟仁親王（のちの清和天皇）の即位を祈祷するため、九州の宇佐八幡宮へ派遣されることとなった。しかし、親王がまもなく即位したことから、翌貞観元年（859年）改めて天皇護持のため宇佐八幡宮に90日間参篭した。このとき神託を受け、翌貞観2年（860年）宇佐八幡宮から山城国男山の護国寺に八幡大菩薩を勧請して石清水八幡宮を創建した。貞観5年（863年）には伝燈大法師位に任じられた。